# Oscillatore di van der Pol
L'oscillatore di Van der Pol (che prende il nome dal fisico e ingegnere olandese Balthasar van der Pol) è un tipo di oscillatore non conservativo  con attenuazione fisica non lineare. Esso evolve nel tempo seguendo l'equazione differenziale di secondo ordine:
{\displaystyle {\ddot {x}}-\mu (1-x^{2}){\dot {x}}+x=0}
dove {\displaystyle x} rappresenta la variabile che caratterizza la dinamica di Van der Pol (tipicamente, una grandezza elettrica, essendo l'oscillatore in questione nato dagli studi di Van der Pol per la radiotecnica; naturalmente, per analogia con il modello fisico di Van der Pol, si possono immaginare oscillatori meccanici con la medesima dinamica: in tal caso la variabile dinamica x  rappresenta la coordinata della posizione), che è una funzione del tempo t, e {\displaystyle \mu } è un parametro scalare che indica la forza dell'attenuazione non lineare.